# Burg Marienwerder
Die Burg Marienwerder war eine Ordensburg des Deutschen Ordens in der ehemals westpreußischen Stadt Marienwerder, heute Kwidzyn. Sie diente als Burg, Dom und Bischofsresidenz.

## Geschichte
1234 wurde Marienwerder vom Deutschen Orden erobert. Eine bereits errichtete Prußenburg wurde als befestigter Bischofssitz von 1344 bis 1355 erbaut. Der Glockenturm des Schlosses mit seiner Höhe von 54 m war auch Bergfried; der vorgelagerte Dansker wurde als Wehrturm und als Toilette genutzt. Unabhängig vom Dansker befindet sich ein zweiter Turm direkt am Berghang außerhalb der Burg in nördlicher Richtung gelegen. Es handelt sich um einen Brunnenturm, der auch über eine kleine gemauerte Brücke mit der Burg verbunden ist, in Analogie zur großen mehrbögigen Brücke des Danskers. Nach der Reformation diente die Burg als Sitz der evangelischen Bischöfe von Pomesanien und nach dem Ersten Weltkrieg kam die Burganlage zu Ostpreußen, nach dem Zweiten Weltkrieg zu Polen.

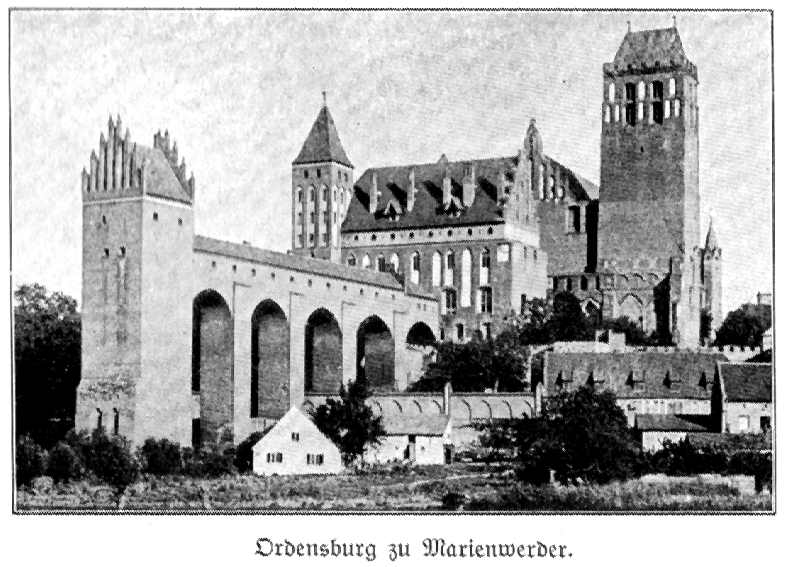
Burg Marienwerder, 1912
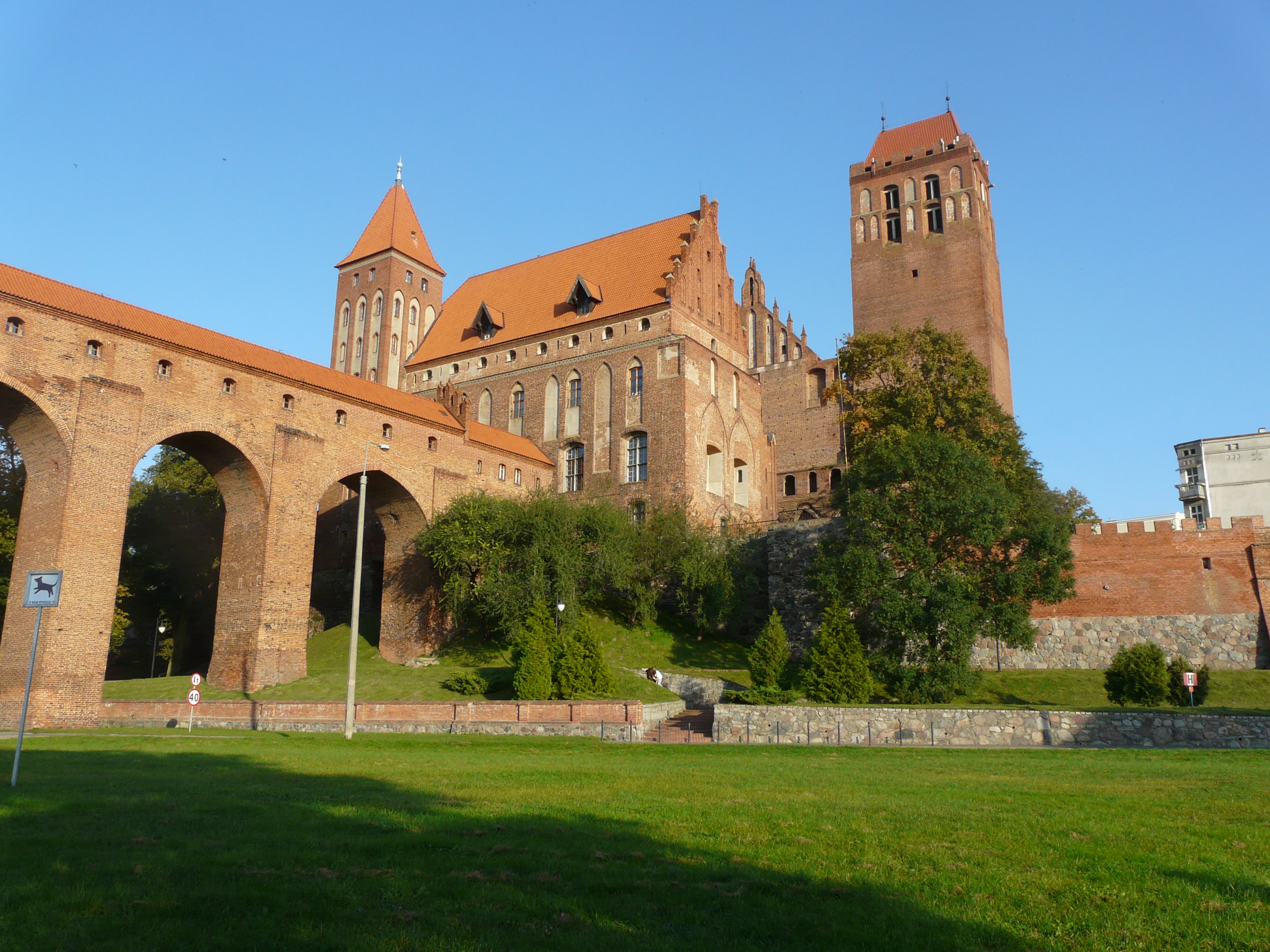
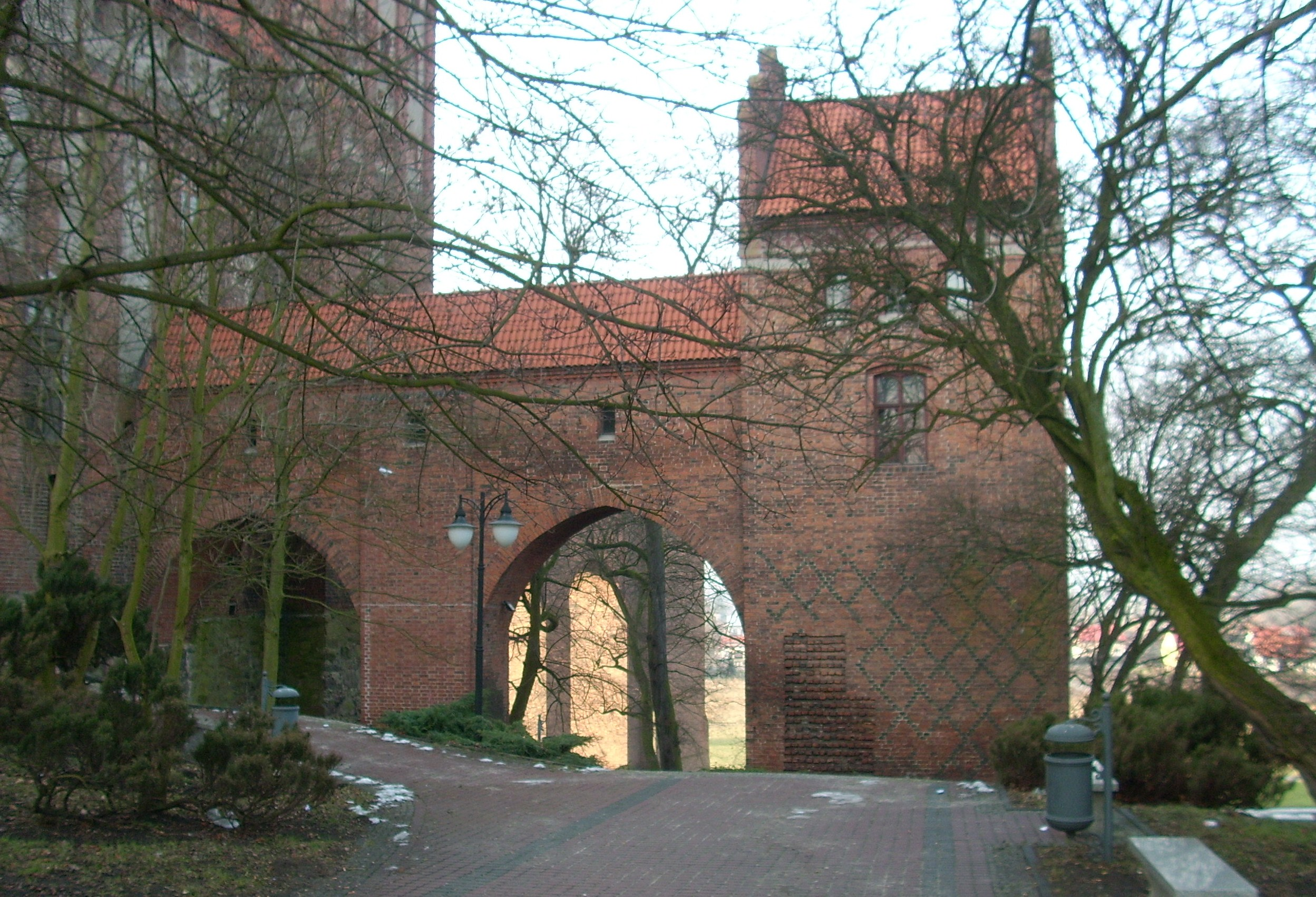
Brunnenturm mit zweibogiger Brücke außerhalb der Kernburg am Berghang
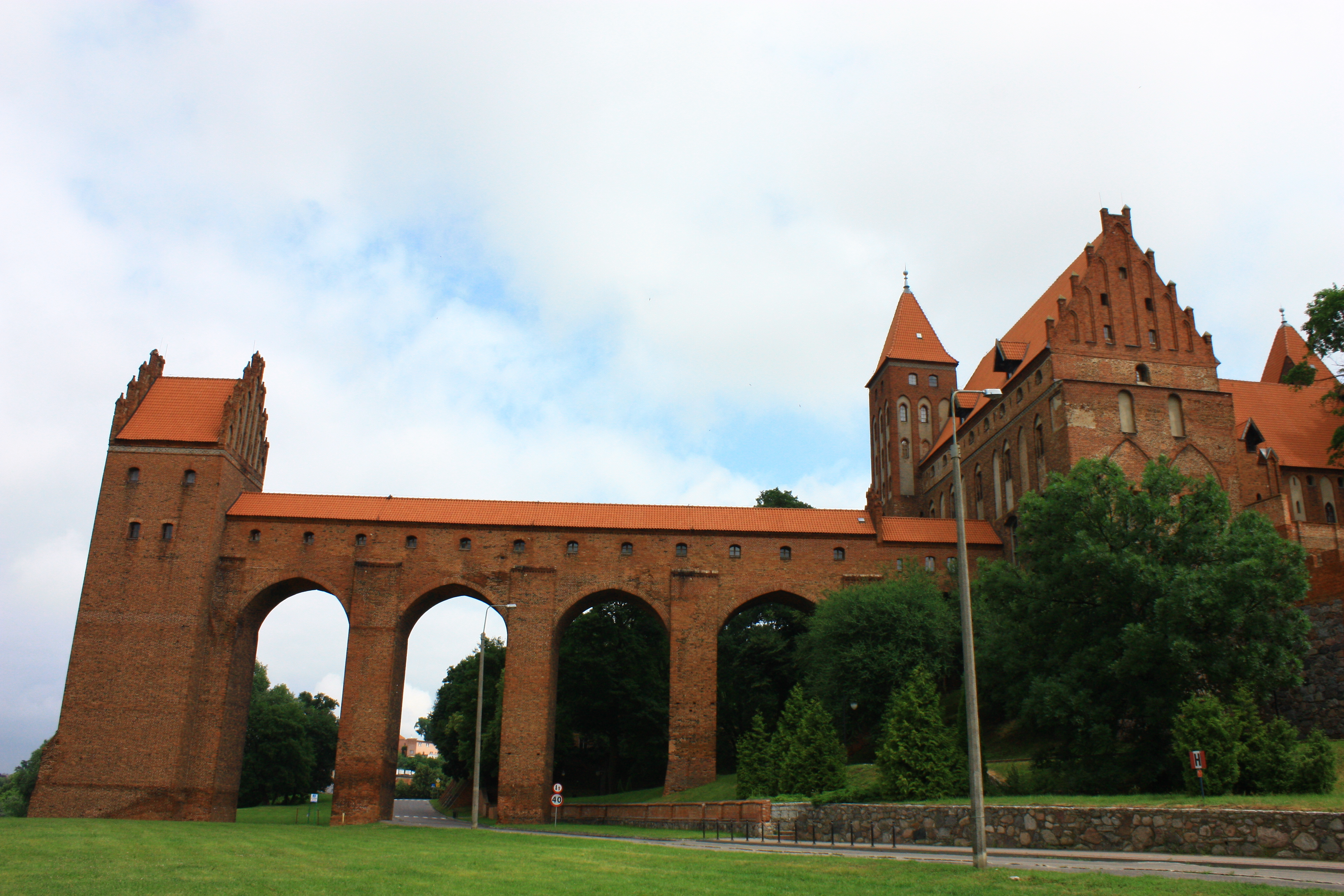
Dansker
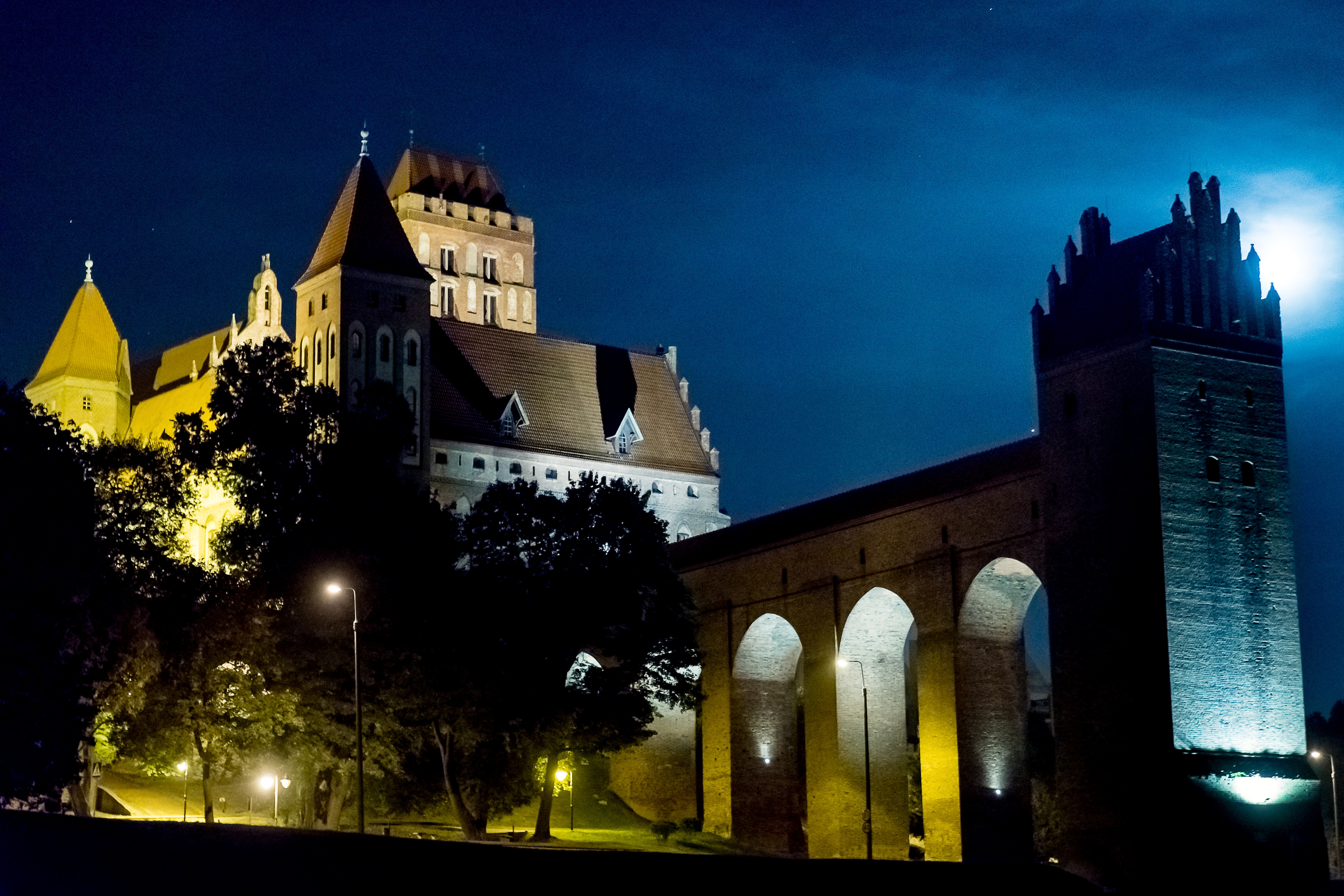
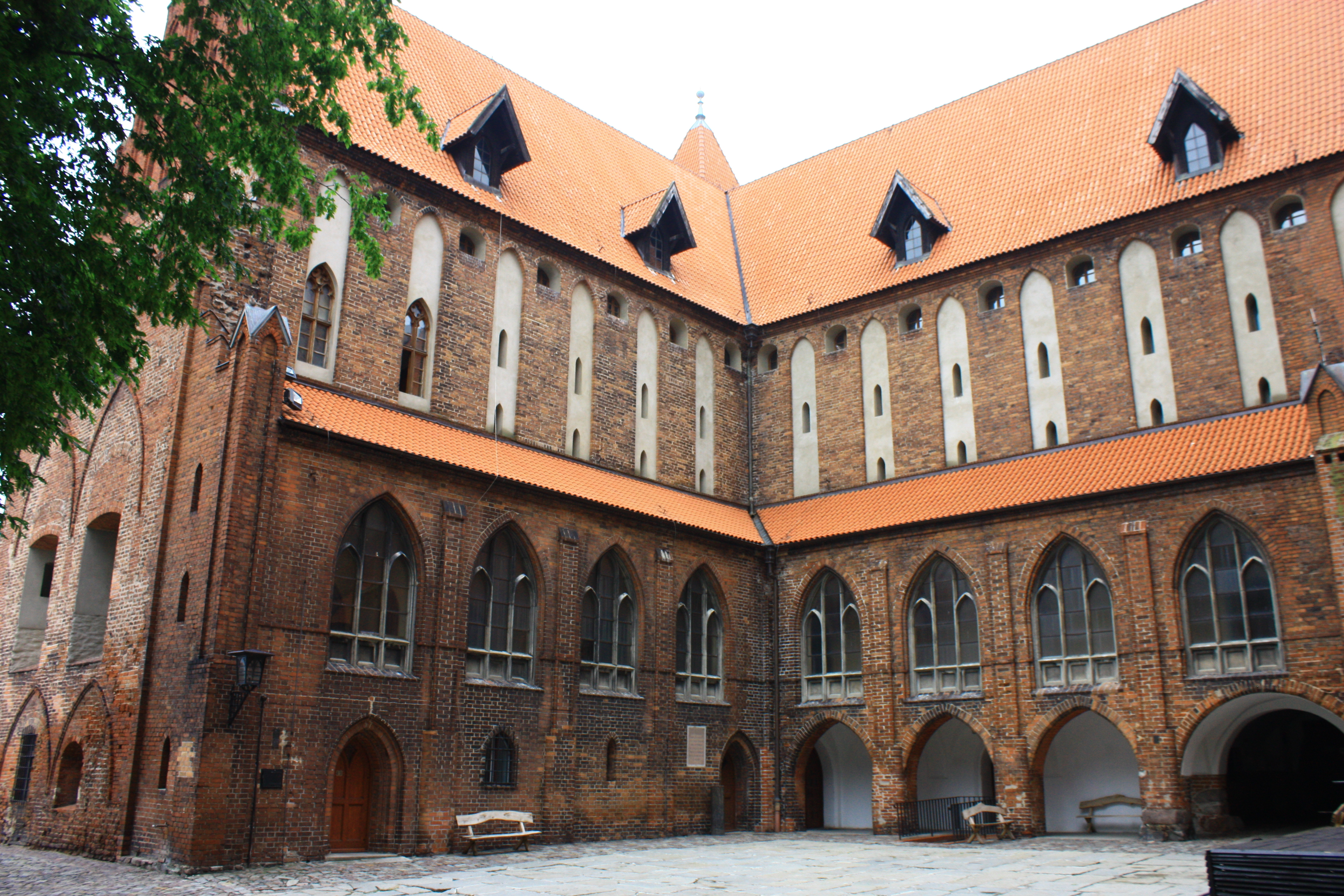
Hof
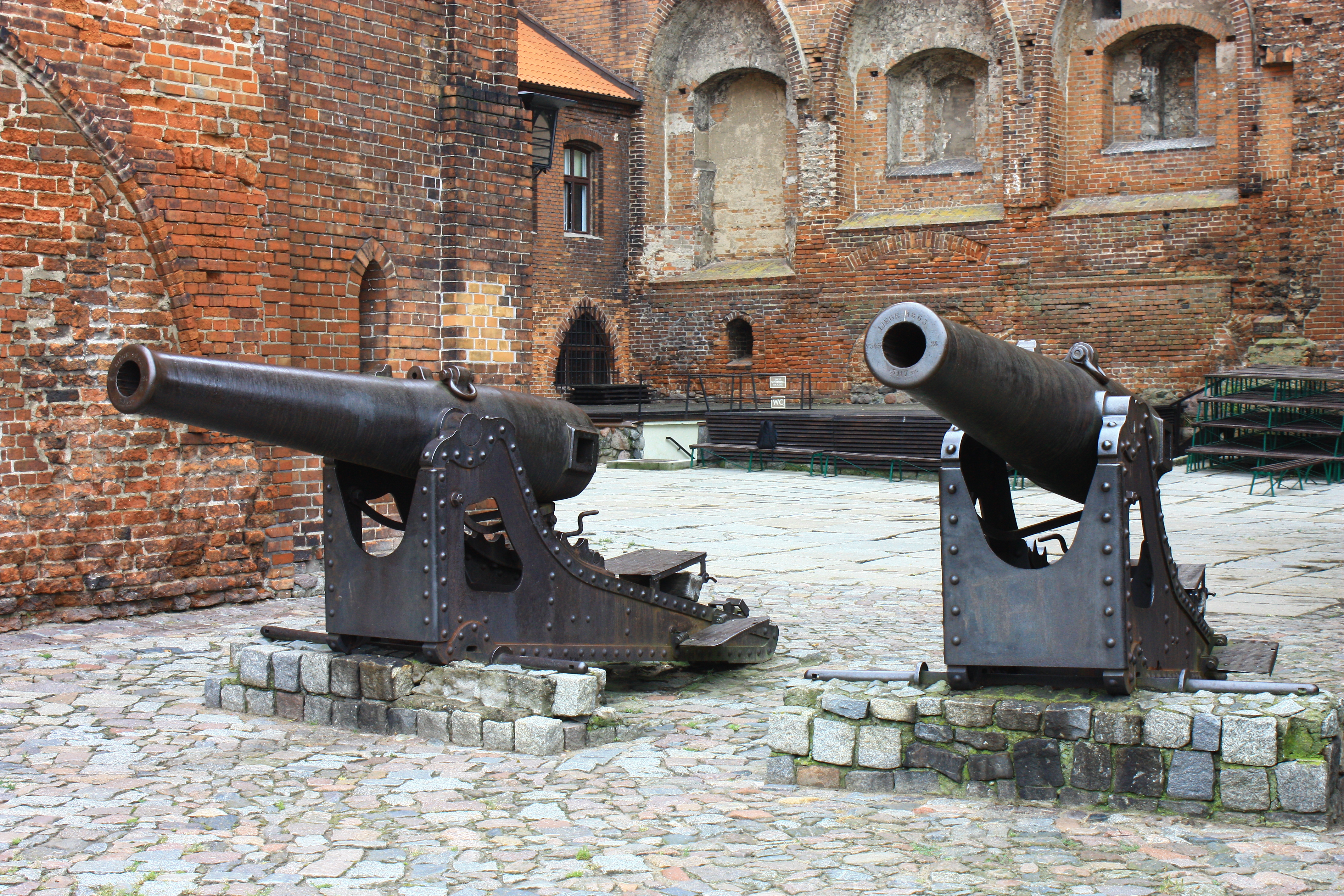
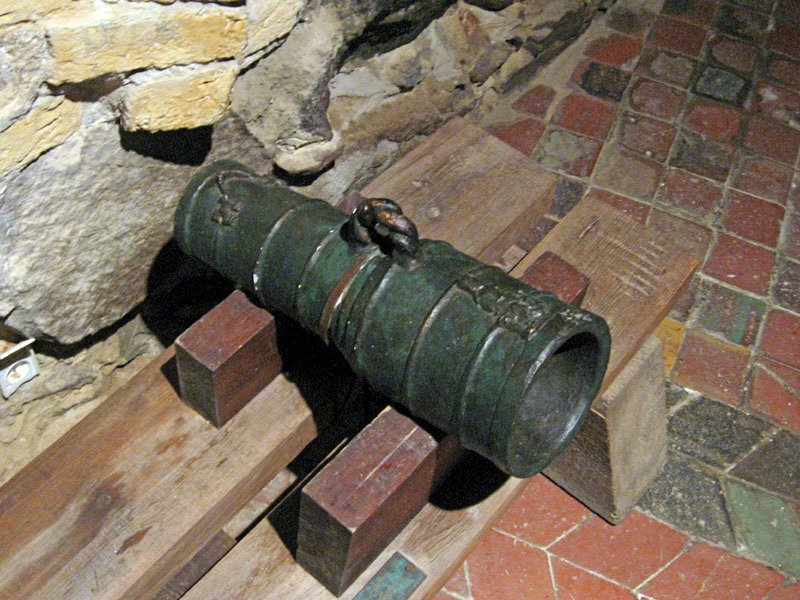
Bombarde (Geschütz)
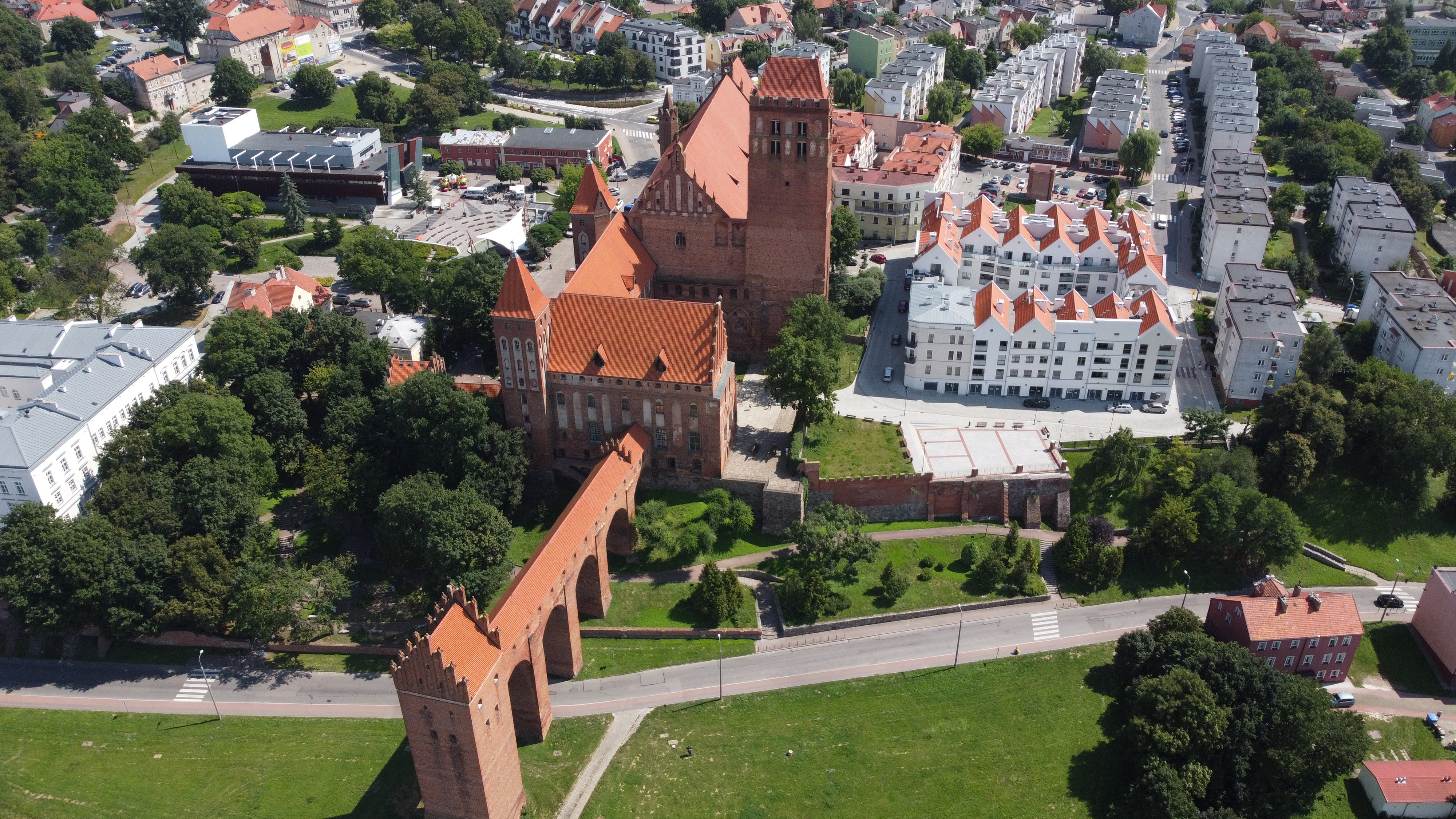
Burg Marienwerder aus der Luft